# Feuerwehr in Liechtenstein
Die Feuerwehr in Liechtenstein ist grundsätzlich Aufgabe der Gemeinden. Diese delegieren die Brandbekämpfung an Freiwillige Feuerwehren, die in Form von Vereinen organisiert sind. Jedoch verbleibt die Finanzierung der Geräte und Materialien sowie die persönliche Ausrüstung der Feuerwehrleute bei der jeweiligen Gemeinde.

## Allgemeines
In Liechtenstein bestehen 15 Feuerwehrhäuser, in denen 13 Löschfahrzeuge und 3 Drehleitern bzw. Teleskopmaste für Feuerwehreinsätze bereitstehen.
Insgesamt sind 618 ausschließlich freiwillige Feuerwehrleute im Feuerwehrwesen tätig. Der Frauenanteil beträgt 4 %. In den Jugendfeuerwehren sind 50 Kinder und Jugendliche organisiert. Die liechtensteinischen Feuerwehren wurden im Jahr 2019 zu Einsätzen alarmiert, dabei waren 49 Brände zu löschen. Hierbei wurde ein Toter von den Feuerwehren bei Bränden geborgen.

## Organisation

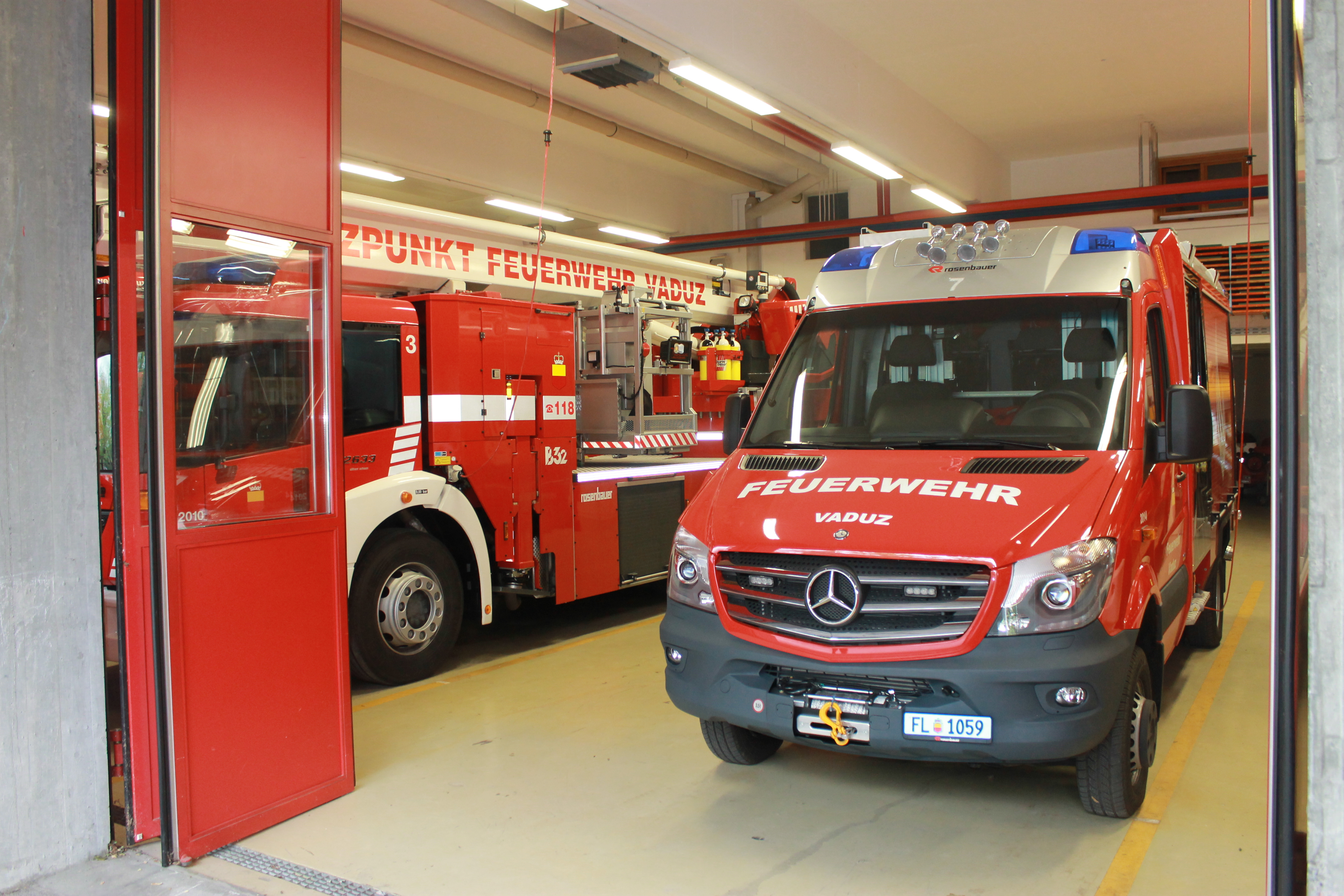
Stützpunktfeuerwehr Vaduz mit Hubrettungsfahrzeug

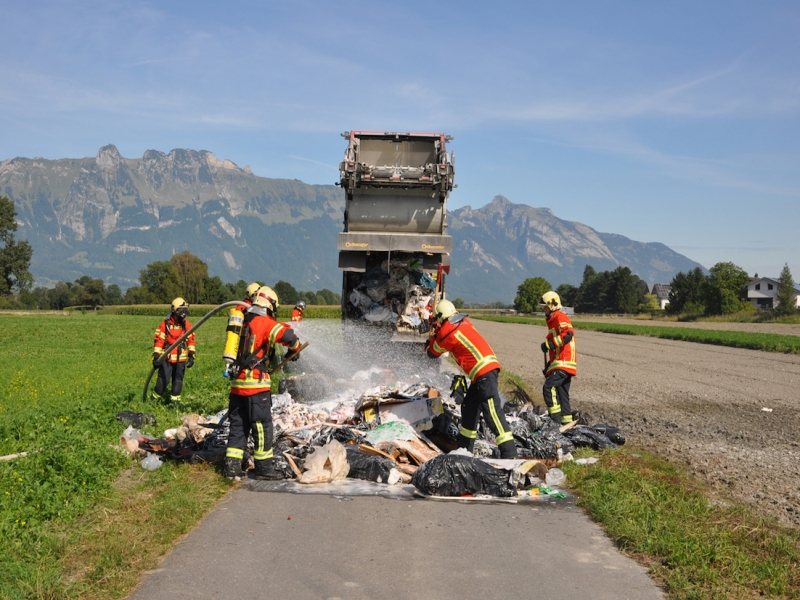
Feuerwehr Schaan im Einsatz im Jahr 2015

Grundsätzlich besteht für jeden Liechtensteiner Bürger im Alter zwischen 18 und 60 Jahren die Feuerwehrpflicht. Diese Pflicht besteht jedoch nur dann, wenn sich nicht genügend Freiwillige für diese Aufgabe finden. Dies ist in Liechtenstein nie geschehen, da sich bisher immer genügend Freiwillige für diese Aufgaben fanden. Insgesamt leisten rund 600 Männer und Frauen ehrenamtlichen Dienst. Neben den Freiwilligen Feuerwehren gibt es in Liechtenstein einige Betriebsfeuerwehren und eine Stützpunktfeuerwehr in Vaduz, die von der Landesregierung finanziert wird.
Der Feuerwehr-Notruf ist wie in der Schweiz die Notrufnummer 118. Die Feuerwehrvereine haben sich zum Liechtensteiner Feuerwehrverband zusammengeschlossen, die Betriebsfeuerwehren zur Vereinigung der liechtensteinischen Betriebsfeuerwehren. Stand 2023 gibt es in Liechtenstein elf Gemeindefeuerwehren und vier Betriebsfeuerwehren.

## Ausbildung

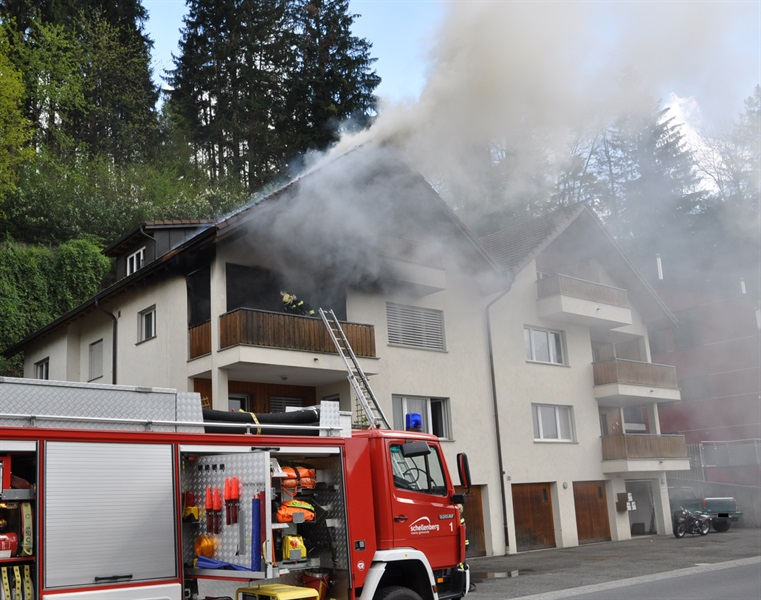
Bei einem Brand in einem Mehrfamilienhaus in Schellenberg am 14. April 2014 waren die Feuerwehren von Schellenberg, Gamprin und Vaduz im Einsatz.

Die Aus- und Fortbildung der Feuerwehr-Einsatzkräfte wird landesweit organisiert und durchgeführt. Dafür rekrutiert die Landesregierung erfahrene Offiziere der Feuerwehrvereine und der Betriebsfeuerwehren, die sie im Nebenamt als Instruktoren beschäftigt. Die Instruktoren unterstehen dem Amt für Bevölkerungsschutz. Die Verordnung über die Ausbildung und Inspektion der Feuerwehren aus dem Jahr 1995 regelt ihren Einsatz. Die Ausbildungen finden in Räumlichkeiten einer Gemeindefeuerwehr statt und sind modular aufgebaut. Dabei orientiert sich das Ausbildungskonzept an den Reglementen der Feuerwehr-Koordination Schweiz (FKS). Stand 2019 gibt es 22 nebenamtliche Ausbilder in Liechtenstein. Diese werden in der Schweiz aus- und fortgebildet. Die Schulungen richten sich an einfache Mitglieder der Feuerwehrvereine (Soldaten), Gruppenführer und Offiziere. Auch Kurse für Mitglieder von Jugendfeuerwehren werden angeboten.
Für praktische Übungen betreibt das Amt für Bevölkerungsschutz eine moderne Wärmegewöhnungsanlage und eine Brandsimulationsanlage in Vaduz. Sie erlauben es, eine Vielzahl realitätsnaher Übungen durchzuführen und werden mit Erdgas oder Holz befeuert. Das Feuerwehrgesetz schreibt den Gemeindefeuerwehren vor, dass sie mindestens acht Übungen im Jahr ansetzen müssen. Die Übungen müssen über das Jahr verteilt werden. Meistens bieten die Vereine auch eigene theoretische Schulungen an, zumeist zwei Stunden an einem Abend zu einem bestimmten Thema, und führen bedeutend mehr Übungen durch. So bietet der Verein in Vaduz zwischen 30 und 40 Übungen beziehungsweise Schulungen im Jahr für seine Mitglieder an.

## Gesetzliche Grundlage
Das Feuerwehrwesen in Liechtenstein ist durch das Feuerwehrgesetz (FWG) vom 16. Mai 1990 geregelt. Artikel 4 besagt, dass die Aufsicht über das Feuerwehrwesen der Liechtensteiner Regierung obliegt. Artikel 6 legt fest, dass jede Gemeinde eine Feuerwehrordnung zu erlassen hat. Diese regelt Bestand und Organisation der Feuerwehr und unterliegt der Genehmigung der Regierung. Das Gesetz regelt auch die Aufgaben der Feuerwehren. Dazu gehören vorbeugender und abwehrender Brandschutz, technische Hilfe, Umweltschutz und Katastrophenschutz. Die Aufgaben der Stützpunktfeuerwehr sind Strassenrettung, Betrieb eines Hubrettungsfahrzeugs und eines mobilen Grossventilators sowie Teile der Strahlenwehr (Messfahrzeug).

## Geschichte

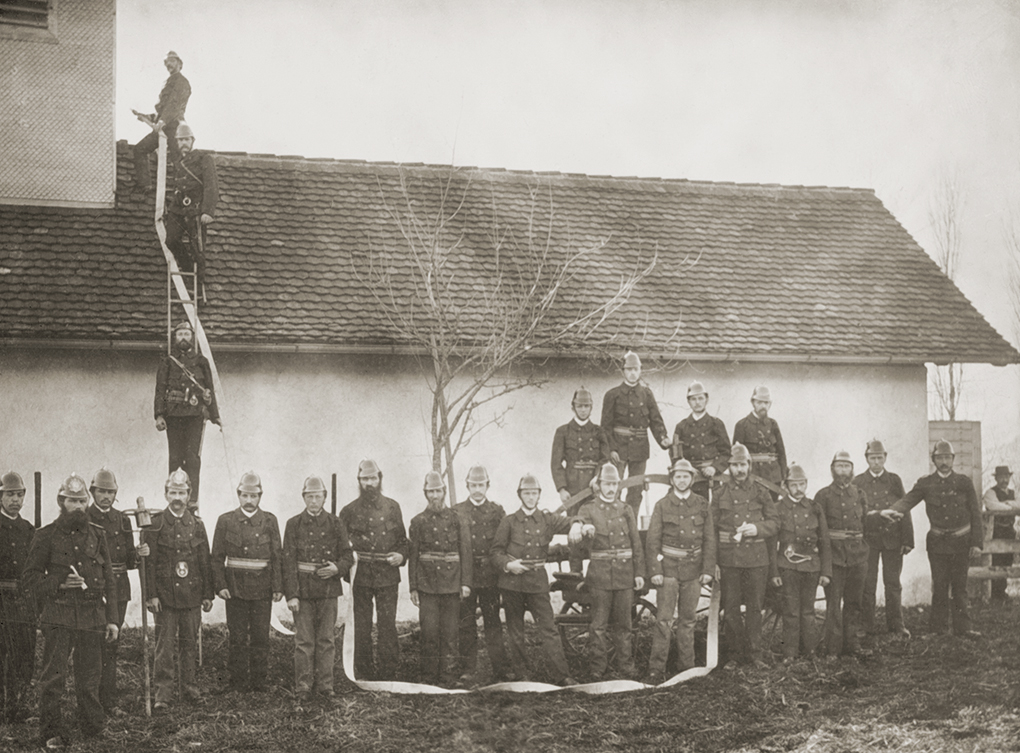
Feuerwehr Mauren im Jahr 1897 vor dem damals neuen Spritzenhaus. Nach dem Brand von 1896 wurde an gleicher Stelle ein neues Spritzenhaus errichtet.

Das erste Feuerwehrgesetz von Liechtenstein war das Feuerpolizeigesetz von 1864. Es verpflichtete jede Gemeinde dazu, eine Feuerlöschmannschaft einzuführen. Die Feuerlöschordnung des Landtags erklärte alle männlichen Einwohner vom 16. bis zum 60. Lebensjahr als dienstpflichtig. Sie wurden in verschiedene Löschmannschaften eingeteilt und waren verpflichtet, an Übungen und Löscheinsätzen teilzunehmen. Die Feuerlöschordnung verpflichtete die Gemeinden, sich innerhalb von zwei Jahren eine Feuerspritze anzuschaffen. Der erste freiwillige Feuerwehrverein wurde 1867 in Eschen-Nendeln gegründet. Jüngste und kleinste Feuerwehr in Liechtenstein ist der im Jahr 1962 gegründete Feuerwehrverein in Planken. Das Konzept der freiwilligen Feuerwehr wurde vom österreichischen Kaiserreich übernommen und steht im Gegensatz zum Konzept der Pflichtfeuerwehr der Schweiz.

## Feuerwehr in der Gemeinde
Genauso wie in Gemeinden in Deutschland und Österreich beteiligen sich die Feuerwehrvereine an gesellschaftlichen Aktivitäten der Gemeinden und sind fest in das kulturelle Leben einer Gemeinde eingebunden. Sie stellen eine Bereicherung des dörflichen Lebens dar.

## Technik

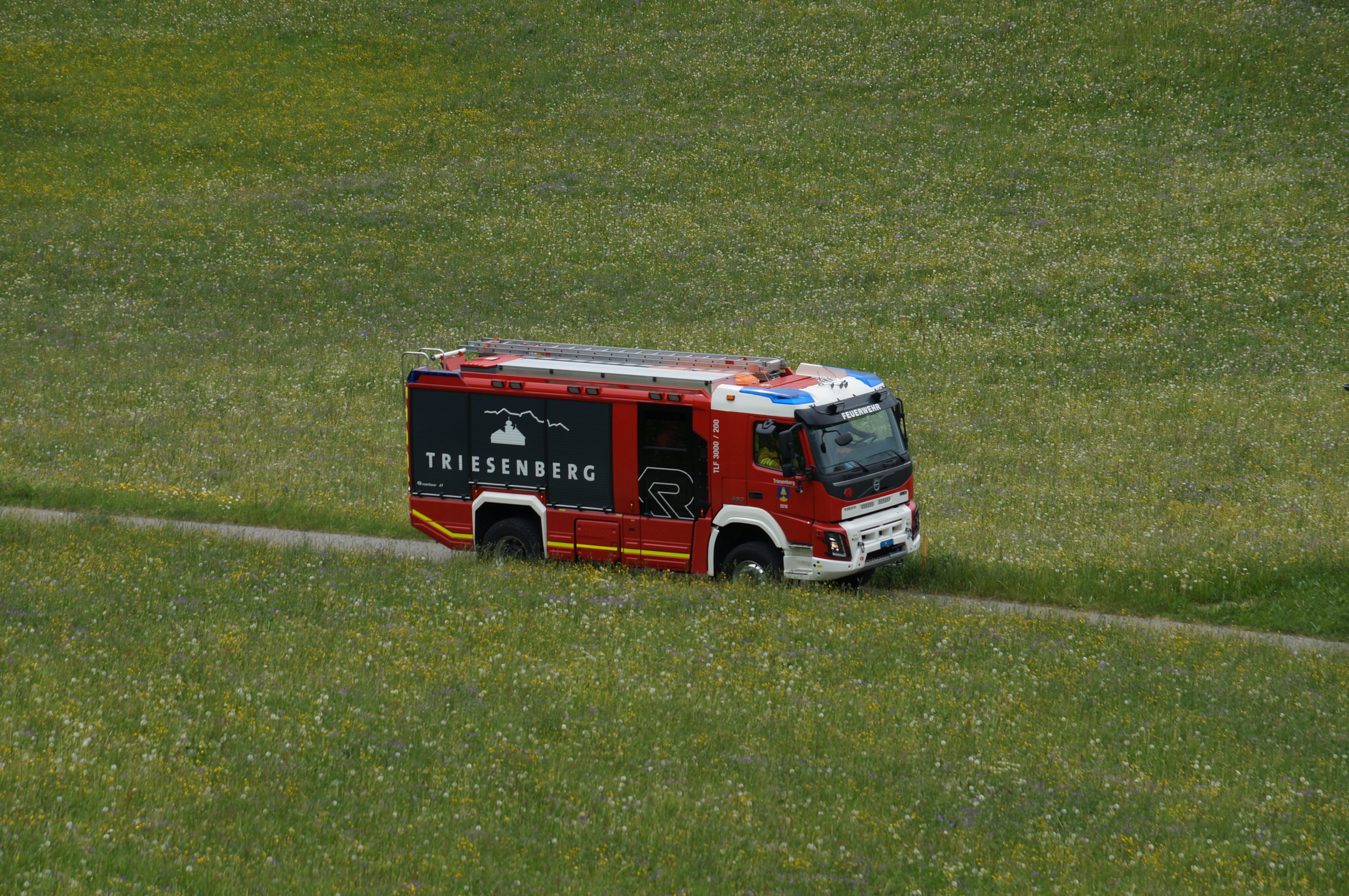
Tanklöschfahrzeug der Freiwilligen Feuerwehr Triesenberg

Der Feuerwehr Notruf 118 wird von der Landes-Notruf- und Einsatzzentrale der Landespolizei Liechtenstein abgefragt. Die Einsatzzentrale alarmiert die Betriebs- und Gemeindefeuerwehren. Die Liechtensteiner Landespolizei ist an das Schweizer Funksystem Polycom angeschlossen. In der Vergangenheit fiel die Notrufnummer 118 aber mehrmals aus. Die Feuerwehr musste die Depots besetzt halten, da keine Alarmierung über Telefon oder Mobilfunk mehr möglich war, und die Polizei musste im ganzen Land patrouillieren und auf Feuer achten. Die Feuerwehrsirenen werden über das Schweizer System Polyalert gesteuert.

## Zusammenarbeit
In einigen Bereichen arbeiten die Liechtensteiner Feuerwehren eng mit den Feuerwehren des Kantons St. Gallen zusammen. Das gilt insbesondere im Bereich ABC-Schutz. Zwar verfügt die Stützpunktfeuerwehr Vaduz über ein Strahlen-Messfahrzeug. Als eigentliche ABC-Wehr gilt die Feuerwehr in Buchs im St. Galler Rheintal, die aber wiederum Unterstützung von der Berufsfeuerwehr des Flughafens Kloten (Kanton Zürich) erhält.

## Feuerwehrverband
Der Liechtensteinische Feuerwehrverband repräsentiert die Feuerwehren mit ihren Feuerwehrangehörigen im Weltfeuerwehrverband CTIF (Comité technique international de prévention et d’extinction du feu).